# Aphelion
Aphelion je třetí album od rakouské kapely Edenbridge.

## Seznam skladeb
1. „The Undiscovered Land“ — 6:08
2. „Skyward“ — 4:39
3. „The Final Curtain“ — 4:44
4. „Perennial Dreams“ — 4:57
5. „Fly at Higher Game“ — 4:48
6. „As Far as Eyes Can See“ — 4:35
7. „Deadend Fire“ — 4:25
8. „Farpoint Anywhere“ — 4:13
9. „Where Silence Has Lease“ — 4:43
10. „Red Ball in Blue Sky“ (Featuring DC Cooper) — 9:11
11. „The Whispering Gallery“ (Bonus Track: Europe) — 5:17
12. „On the Verge of Infinity“ (Bonus Track: Japan) — 4:52